# Kabaret Kur
Kabaret Kur – nieistniejący obecnie kabaret, działający w Warszawie w latach 70. XX wieku. Został założony w 1974 roku przez studentów Państwowej Wyższej Szkoły Teatralnej w Warszawie: Andrzeja Strzeleckiego, Wiktora Zborowskiego, Krzysztofa Majchrzaka, Marka Siudyma, Pawła Wawrzeckiego i Joachima Lamżę. 

## Historia
Kabaret Kur miał powstać na polecenie rektora PWST Tadeusza Łomnickiego, jako kara dla studentów za lekceważenie nauki. Działał przy warszawskim Studenckim Teatrze Satyryków w ostatnim roku jego funkcjonowania. Premierowy spektakl kabaretu miał miejsce 22 czerwca 1974 roku w Teatrze Rozmaitości w Warszawie. W 1978 roku Kur wystąpił na XVI Krajowym Festiwalu Piosenki Polskiej w Opolu.
Kabaret operował humorem z pogranicza absurdu. Do jego najbardziej znanych skeczów należały: "Mozambickie czworaczki" oraz "Aniela Kierpiec i Oscypek" (wywiad z poetką ludową).

## Członkowie kabaretu

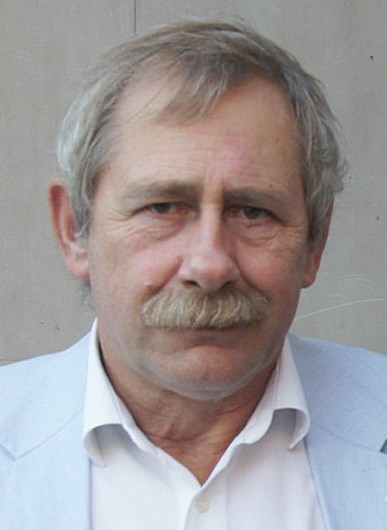
Andrzej Strzelecki
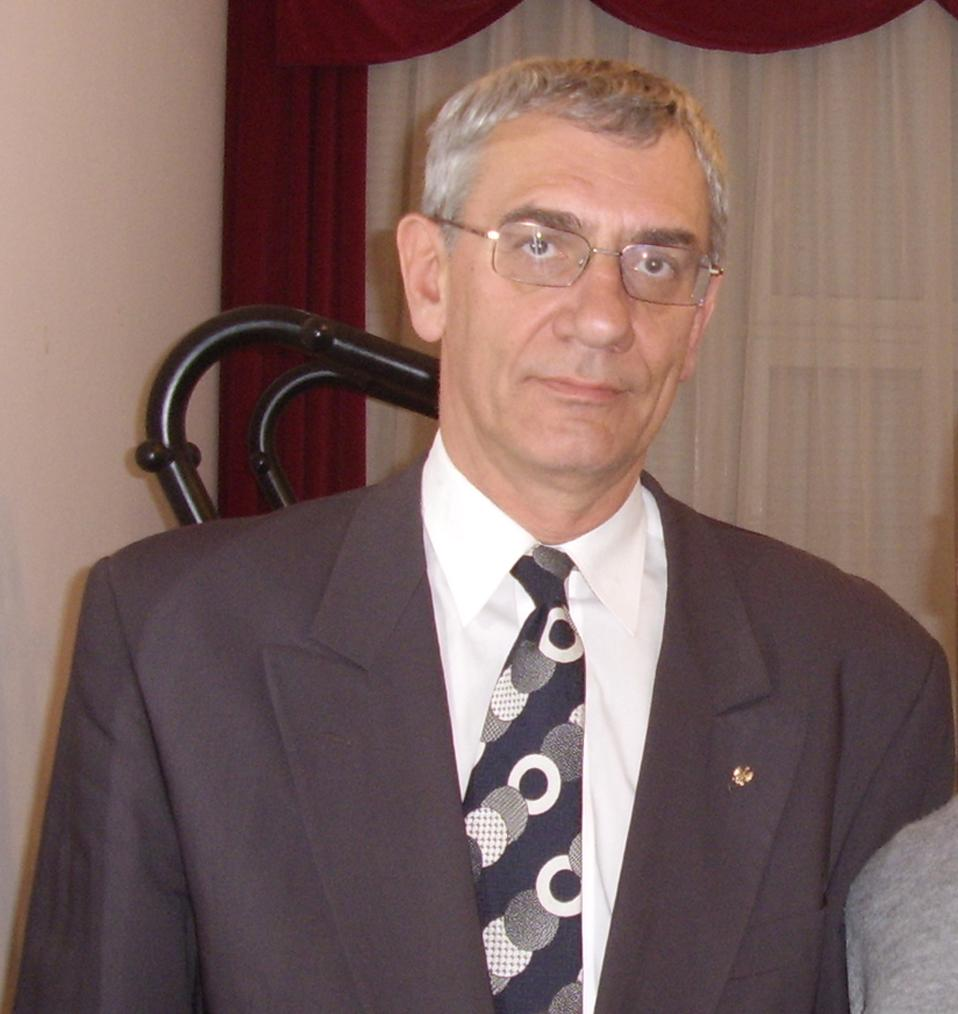
Wiktor Zborowski
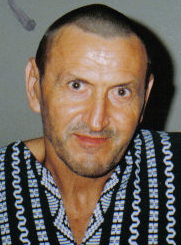
Krzysztof Majchrzak
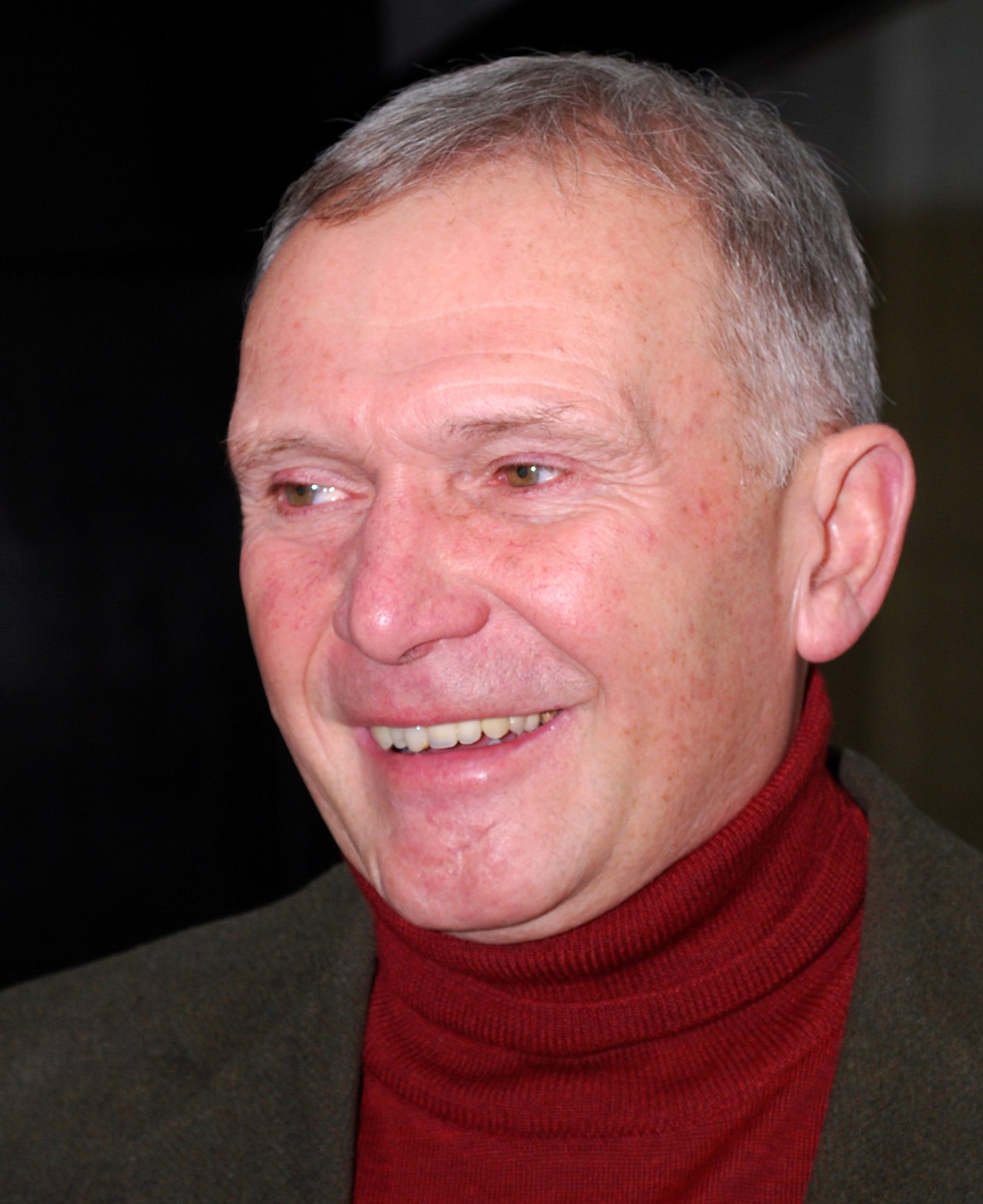
Marek Siudym
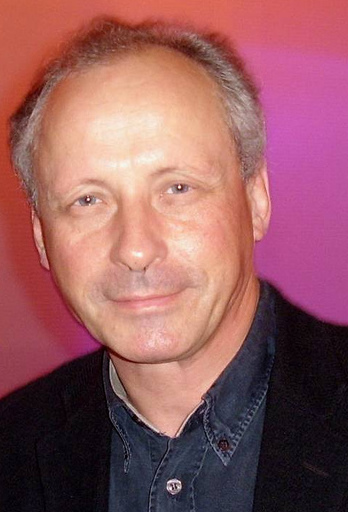
Paweł Wawrzecki
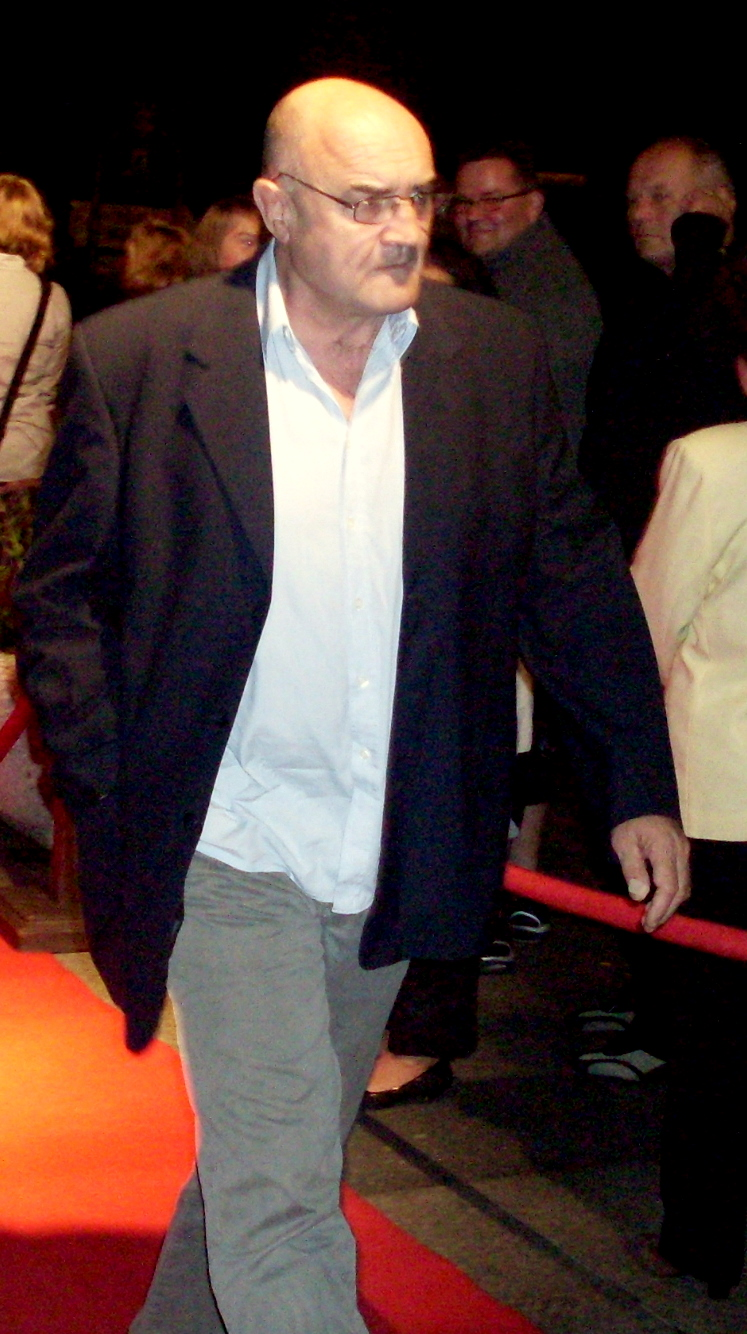
Joachim Lamża